# Aprilhäxan
Aprilhäxan är en roman av Majgull Axelsson. Den utgavs 1997 och belönades med Augustpriset för bästa skönlitterära bok det året.

## Handling
Boken handlar om Desirée, som är gravt rörelsehindrad, och hennes tre fostersystrar, som alla är uppkallade efter "hagasessorna". Eftersom hon blev bortlämnad till en institution som liten på grund av sin funktionsnedsättning, känner systrarna inte till henne, men hon kan följa deras liv då hon är en "aprilhäxa" och kan se genom någon annan varelses öga. Hon upplever att någon av systrarna stulit det liv som var avsett för henne.